# Onésimo Leguizamón
Onésimo Leguizamón (Gualeguay, Entre Ríos, 15 de febrero de 1839 - Buenos Aires, 20 de agosto de 1886) fue un abogado, periodista y político argentino, ministro de Justicia e Instrucción Pública durante la presidencia de Nicolás Avellaneda y juez de la Corte Suprema de Justicia de la Nación.

## Biografía
Era hijo del coronel Martiniano Leguizamón, que sirvió a las órdenes de Justo José de Urquiza, y de doña Paula Rodríguez –emparentada con Francisco Ramírez– y hermano de Honorio Leguizamón y Martiniano Leguizamón.
Estudió en el Colegio de Concepción del Uruguay. El general Urquiza hizo bolear su caballo cuando el jovencito huía del establecimiento, porque no le agradaba asistir a clases.
En 1857 viajó a Europa con una beca concedida por el presidente Urquiza. Ejerció como periodista en el diario El Uruguay, de su ciudad natal, y en 1862 se doctoró en leyes en la Universidad de Buenos Aires.
Fue ministro de educación de su provincia y –entre 1864 y 1868– diputado provincial en Entre Ríos. Desde 1865 a 1870 enseñó filosofía en el Colegio de Concepción del Uruguay. Tras el asesinato de Urquiza, se opuso a la elección de Ricardo López Jordán como gobernador y se exilió en Buenos Aires.
En 1870, intervino ante el general Emilio Mitre (militar) –invasor de Entre Ríos– para hallar una solución entre el gobierno nacional y el de la provincia. Un decreto de Domingo Faustino Sarmiento declaraba reo de rebelión contra la Nación a López Jordán. Leguizamón, que no era jordanista, junto con Clodomiro Cordero presentaron una propuesta que incluía la renuncia de López Jordán, el retiro de las fuerzas nacionales del territorio provincial, la no injerencia del gobierno en la elección del nuevo gobernador provisorio; y la intervención y garantía de una nación amiga de la República Argentina para la efectividad del convenio. Esta propuesta fue rechazada por Sarmiento y Dalmacio Vélez Sarsfield, en una nota:

No puedo concebir cómo personas de la ilustración de los señores Leguizamón y Cordero, hayan creído que el gobierno Nacional aceptaría por evitar males relativamente pequeños, la absurda teoría cuyas funestas consecuencias saltan a los ojos de cualquiera, que una provincia pueda exigir en ningún casi que se retiren de su territorio las fuerzas de la Nación que en él se hallan establecidas.

Trabajó como jefe de redacción del diario La Prensa, y enseñó derecho internacional en la Universidad de Buenos Aires. 
Fue elegido diputado nacional por el partido liberal de su provincia. De 1874 a 1877 fue ministro de justicia e instrucción pública del presidente Nicolás Avellaneda. Desde ese cargo fundó las primeras escuelas normales para señoritas, reformó el currículum de los colegios nacionales, reguló el establecimiento de escuelas agropecuarias –fundó varias– y se destacó en su puesto al punto de generar celos en el expresidente Sarmiento.
En junio de 1877 fue nombrado ministro de la Corte Suprema de Justicia de la Nación Argentina, cargo que ocupó hasta 1882.
Renunció a su función judicial para presidir el Congreso Pedagógico Sudamericano en Buenos Aires. Al poco tiempo fue nombrado senador nacional, y fue uno de los autores y el gran defensor de la Ley 1420, de educación universal, gratuita, laica y obligatoria.
En 1884 fue interventor nacional en la provincia de Catamarca. Ese año fundó el diario La Razón en Buenos Aires, del que fue director y redactor hasta su muerte. Era uno de los líderes más respetados del Partido Autonomista Nacional, y promotor de las candidaturas de la mayor parte de los diputados nacionales de su provincia.
Entre sus escritos, muchos de ellos de carácter legal, merecen citarse Las leyes de la guerra internacional, La cuestión de límites entre San Luis y Córdoba, e Instituto del Código Civil Argentino. Editó el Registro Nacional desde 1810, y todos los informes producidos hasta entonces por el procurador general de la Nación. Dejó varios poemas y novelas.
En 1886 fue candidato al cargo de gobernador de Entre Ríos, pero no llegó a las elecciones: falleció en Buenos Aires en agosto de ese año.
La escuela primaria 3 del Distrito Escolar 1, en la Capital Federal, lleva su nombre.

## Obras
- 1872 - Instituta del Código civil arjentino, Buenos Aires, Igon.[3] Libro electrónico[4]
- 1872 -  Discurso sobre la historia del derecho internacional, con ocasión de la apertura de la cátedra de esta ciencia en la Universidad de Buenos Aires, en 7 de junio de 1872. Buenos Aires.[5]
- 1874 - Pintos, Luis T y Rivadavia, Joaquin, Derecho internacional: apuntes sobre el programa oficial del 1er. curso dictado por el señor catedrático del ramo Onésimo Leguizamón. Buenos Aires: Imprenta Luis L. Pintos.  Libro electrónico[6]
- 1875 - Memoria presentada al Congreso Nacional de 1875 por el Ministro de Justicia, Culto e Instrucción Pública Dr. D. Onésimo Leguizamón. Buenos Aires: Imprenta Americana.  Libro electrónico[7]
- 1877 - Memoria presentada al Congreso Nacional de 1877 por el Ministro de Justicia, Culto e Instrucción Pública Dr. D. Onésimo Leguizamón. Buenos-Aires.[8]
- 1879 - Instrucción pública en la República Argentina. Buenos Aires, Impr. de La Tribuna.[9]
- 1879 - La primavera de la vida.
- 1880 - Estudio sobre Disraeli y Gladstone, (Estudio político).
- 1881 - Las leyes de la guerra continental: manual publicado por el instituto de derecho internacional. Buenos-Ayres.[10]
- 1882 - Dissertacao lida no Congreso Pedagogico Internacional de Buenos Ayres em 2 de maio de 1882 pelo Abilio César Borges. Declaracoes do Congresso Pedagogico Internacion de Buenos Ayres: discurso de clausura do presidente Dr. Onésimo Leguizamón. Rio de Janeiro : Cruzeiro.[11]

- 1883 - Discurso del diputado O.L. en el debate de la Ley de Educación Común .
- 1883 - Arbitraje sobre límites entre las provincias de San Luis y Córdoba. Exposición de los títulos y derechos de la provincia de San Luis. Buenos Aires, "La Pampa"[12]
- 1883 - Cuestión de límites entre San Luis y Córdoba. Polémica sostenida por los defensores de ambas provincias. Buenos Aires, Imprenta europea.[13]
- 1885 -  Discursos pronunciados en la distribución de premios a los autores laureados en el gran concurso Nacional de Medicina celebrado por el Círculo Médico Argentino en 1884. Buenos Aires : Imp. M. Biedma[14]